# Dirk Willems

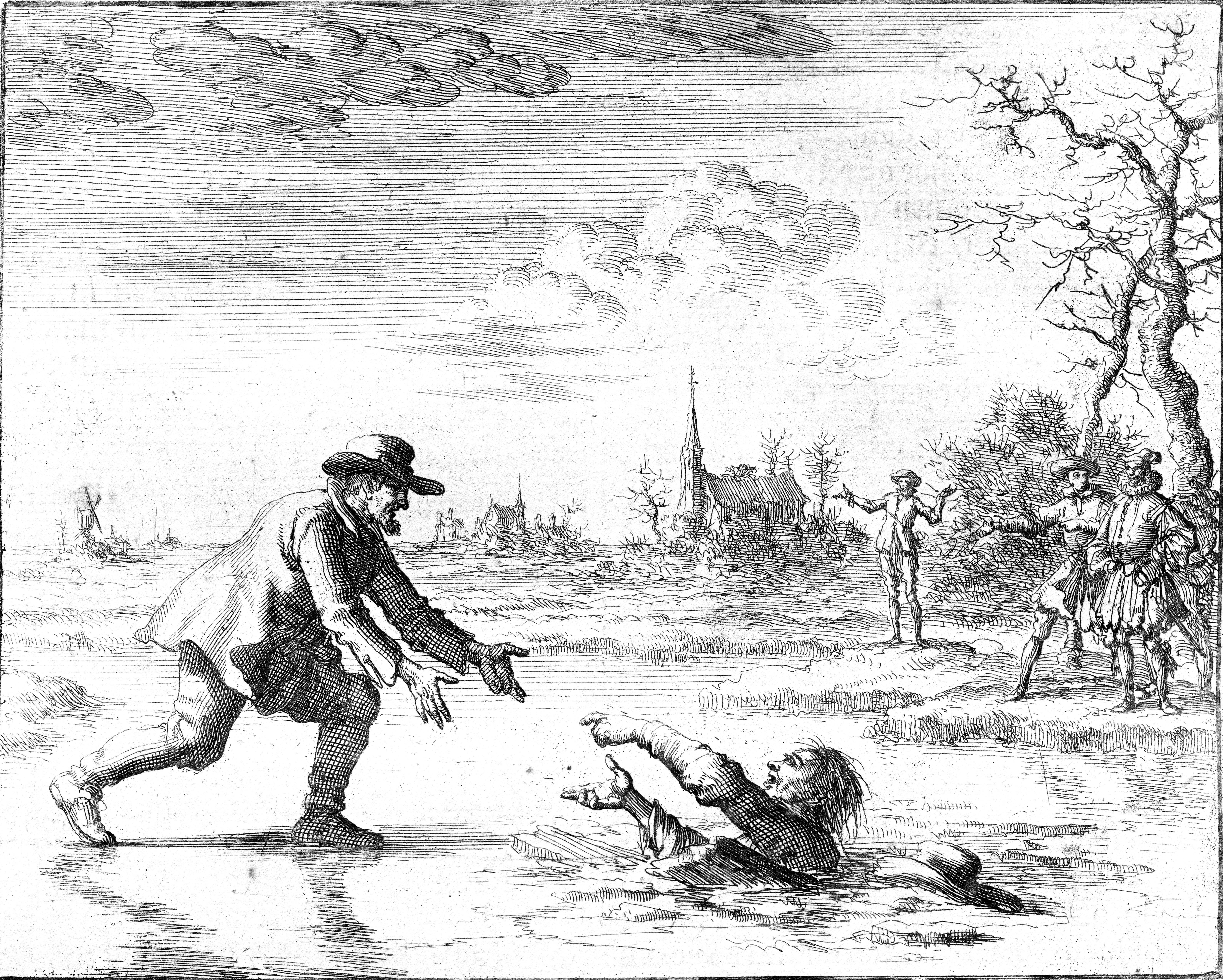
Dirk Willems resgata seu perseguidor e o salva do afogamento. Ilustração de Jan Luyken em O Espelho Dos Mártires

Dirk Willems (Asperen, Holanda, 16 de maio de 1569) foi um mártir anabatista, notável por após fugir, retornar para resgatar seu perseguidor que havia caído em um buraco no gelo, e depois de salvá-lo, foi capturado, torturado e executado.

## Vida
Nascido em Asperen. Foi batizado quando jovem, rejeitando assim o batismo infantil praticado na época por católicos e por protestantes na Holanda. Esta ação, mais sua contínua devoção à sua nova fé e o batismo de várias outras pessoas em sua casa, levou à sua condenação pela Igreja Católica Romana, e subsequente detenção. Dirk escapou da prisão com uma corda feita de pedaços de pano atado. No entanto, um guarda notou sua fuga, e o seguiu, em sua captura, caiu no gelo. Gritou por ajuda enquanto se afogava na água gelada, Willems, voltou para salvar a vida do seu perseguidor, assim sendo recapturado e e preso, até ser executado na fogueira nos arredores de sua cidade.

## Memória
Atualmente, Dirk é um dos mártires mais lembrados pelos menonitas e pelos amish. É também lembrado como um herói popular pelos habitantes de Asperen, que não são anabatistas. Um drama baseado em sua vida - Dirk's Exodus - foi escrito em 1990 por James C. Juhnke.